# فاسيلي الثاني
فاسيلي الثاني (1415 – 1462) هو ابن أمير موسكو فاسيلي دميتريفيتش والأميرة الليتوانية صوفيا والأمير المعظم لموسكو (اعوام 1325 -1433، 1434 - 1445، 1447 - 1462).
تولى فاسيلي عرش موسكو وهو عن عمر يناهز 10 سنوات وذلك بعد وفاة ابيه فاسيلي الأول. وشهد زمانه الفتنة والصراع من اجل السلطة في موسكو بينه وبين عمه يوري دميترييفيتش وابني عمه فاسيلي كوسوي ودميتري شيمياكا. وفقد فاسيلي الثاني السيطرة على موسكو عدة مرات. وقام دميتري شيمياكا عام 1446 باسره وسمل عينيه وحبسه في مدينة اوغليتش، لذلك أطلق عليه لقب «الاعمى». لكنه استطاع استعادة الحكم في موسكو بفضل دعم الاقطاعيين والكنيسة والشعب.
نجح فاسيلي في ضم مدن تولا وروستيسلافل وسوزدال وإمارات موجايسك وبوروفسك وسيربوخوف إلى موسكو، كما نجح في حربه مع امارة نوفغورود. لكنه فشل في مواجهة خانية قازان (التي تبعت القبيلة الذهبية) وانهزم منهم عام 1445 في معركة سوزدال. فتم اسره ولم يتم الإفراج عنه الا بعد دفع فدية كبيرة. واضطر فاسيلي الثاني نتيجة هزيمته في الحرب ضد التتار إلى منحهم بعض الأراضي في منطقة الفولغا الوسطى.
رفض فاسيلي الثاني اتفاقية فلورنسا للاتحاد بين الكنيستين الكاثوليكية والأرثوذكسية التي وقعها مطران موسكو إيسيدور عام 1439. واقصاه من منصبه. وأمر مجمع الاساقفة بان ينتخب المطران يونس مطرانا لموسكو دون أن يوافق على ذلك بطريرك القسطنطينية. وكان هذا الامر يعني استقلال مطرانية موسكو وعدم موافقتها على سياسة بطريركية القسطنطينية التي ايدت القرارات الصادرة عن مجمع فلورنسا. ورفض فاسيلي تدخل بابا روما بيوس الثاني في شؤون الكنيسة الأرثوذكسية الروسية.
قام فاسيلي الثاني بتشييد كنيسة يوحنى المعمدان (السباق) بالقرب من بوابة بوروفيتسكه في الكرملين.
توفي فاسيلي الثاني عام 1462 ودفن في كاتدرائية «ارخانجيلسكي» في كرملين موسكو.